# بازی زندگی (فیلم ۲۰۰۷)
بازی زندگی (انگلیسی: Oranges) فیلمی آمریکایی است که در سال ۲۰۰۷ منتشر شد.

## بازیگران
- تام سایزمور
- توماس آرنلد
- هتر لوکلیر
- جیل هنسی
- ریچارد تی جونز
- اورسن بین
- بورلی دی آنجلو
- مارینا سیرتیس